# 纪玉良
纪玉良（1917年—2002年）。京剧老生演员。原名纪云峰，曾用名纪英甫。北京人。
自幼酷爱京剧，1936年拜马四立为师，学老生。1937年正式“下海”，在北京搭班，边习艺边演出。复向陈秀华、瑞德宝、张少甫等学艺。1940年搭李玉茹、王金璐等中华戏校毕业生的班子赴沪演出，遂改名纪玉良。后又与李世芳、毛世来、张君秋、宋德珠、言慧珠、童芷苓等先后同台演出。1951年参加上海人民京剧团，为该团主演。1955年并入上海京剧院，1971年调到上海“五·七”京训班任教，1978年调回上海京剧院一团。他嗓音宽亮，宗谭学马，擅演剧目有《将相和》、《武家坡》、《辕门斩子》、《大·叹·二》《二堂放子》等。
其演唱宗谭（谭鑫培）学马（马连良），音色宽亮，拥有大量观众。上个世纪60年代前期，他参与京剧现代戏的创作，在《林海雪原》和《智取威虎山》中成功塑造了少剑波的艺术形象，成为“少剑波第一人”。